# Свято-Владимирский собор в Херсонесе
Свято-Влади́мирский собо́р в Херсоне́се — православный храм в Севастополе, третий кафедральный собор Симферопольской и Крымской епархии Русской православной церкви. Построен по проекту Давида Гримма в месте, которое считается одним из тех, где в 987 году был крещён великий князь Владимир. Освящён в 1891 году; восстановлен из полуразрушенного состояния в 1990-х — начале 2000-х годов. Ныне располагается на территории музея-заповедника «Херсонес Таврический».

## Предыстория
По преданию и историческим свидетельствам, крещение Великого князя Владимира Святославича в 987 (или 988) году могло быть в городе Херсонесе (Корсуни), в ходе подавления мятежа Варды Фоки. В «Повести временных лет» Нестор Летописец упоминает про городскую соборную церковь: «посреди града, где собираются корсунцы на торг», которая, как предполагают некоторые историки, могла быть наиболее вероятным местом судьбоносного для Руси события.
Впервые идея увековечивания места Крещения равноапостольного князя Владимира была высказана в 1825 году и принадлежала главнокомандующему Черноморским флотом и портов вице-адмиралу Алексею Грейгу. Грейг вручил находившемуся тогда в Севастополе императору Александру I докладную записку о необходимости в Херсонесе «соорудить небольшую изящной архитектуры церковь», посвященную крещению князя Владимира, «с устроением при оной богадельни для 30 человек дряхлых и неимущих, которые бы, прославляя имя Божие, имели надзор как за храмом, так и за самими развалинами».
В 1827 году начались археологические раскопки под руководством флотского чиновника К. Крузе, которые обнаружили руины древних христианских храмов, и среди них — остатки крестоподобной в плане церкви в центре главной площади города. В начале 1830-х годов историки Фредерик Дюбуа де Монпере и Николай Мурзакевич предположили, что великий князь принял крещение именно в этой церкви.
В 1850 году, по ходатайству архиепископа Херсонского и Таврического Иннокентия (Борисова), здесь была основана киновия во имя святого равноапостольного князя Владимира (Херсонесский Князь-Владимирский мужской монастырь). Первый настоятель обители был игумен Василий (Юдин) († 1856).
Монастырские сооружения сильно пострадали в ходе обороны Севастополя (1854—1855). В апреле 1857 года был освящён деревянный храм во имя Семи священномучеников Херсонесских, построенный иждивением севастопольского купца Петра Телятникова.
С 1857 по 1874 годы монастырём управлял архимандрит Евгений (Экштейн), который и предложил возвести Владимирский собор в два этажа Император Александр II 29 июня 1859 года передал из малой церкви Зимнего дворца в Херсонесский монастырь частицу мощей святого князя Владимира в ковчеге в виде Евангелия.
А 23 августа 1861 года состоялась торжественная закладка собора, совершённая в присутствии Александра II и Марии Александровны, которые пожертвовали сребропозлащенный, украшенный драгоценными камнями оклад к Корсунской иконе.

## Строительство
Автором проекта Свято-Владимирского собора в Херсонесе был академик архитектуры Давид Гримм. Собор возведён в неовизантийском стиле. Его строительство велось за счёт пожертвований и длилось 30 лет, с 1861 до 1892 года. Собор — второй по величине на территории Крымского полуострова, а также самый крупный собор Севастополя: высота — 26 м.

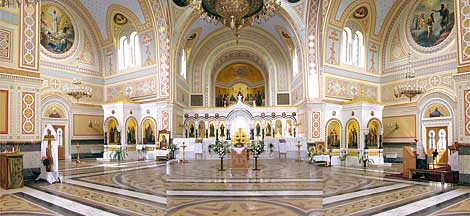
Внутреннее убранство

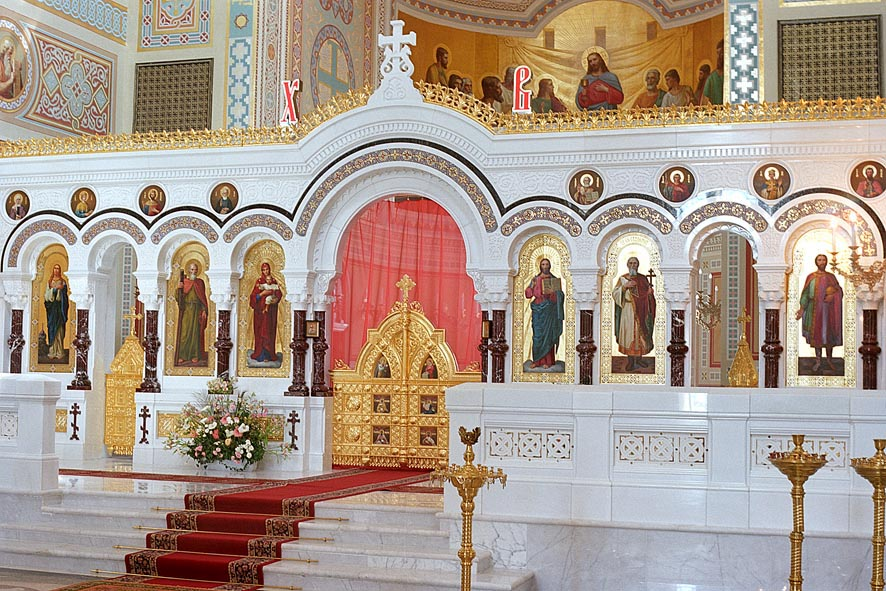
Центральный иконостас

Работы по убранству храма начались в преддверии празднования 900-летия Крещения Руси (1888). Расписать и украсить грандиозный собор до знаменательной даты не удалось, поэтому 13 июня 1888 года ко дню памяти равноапостольного князя Владимира был освящён только нижний храм в честь Рождества Пресвятой Богородицы, в котором был установлен деревянный резной иконостас. В том же году начались работы по обустройству интерьера верхнего храма, руководство которым было поручено архитектору Николаю Чагину. Росписи и иконы для центрального иконостаса Херсонесского собора исполнил академик живописи Алексей Корзухин. Кроме того, в интерьере храма были использованы исполненные в 1850-е годы живописные произведения академика Тимофея Неффа и художника Франца Рисса, иконы мастеров Николая Майкова и Евграфа Сорокина. Мраморные работы (иконостас верхнего храма, мозаичный пол собора, мраморная балюстрада вдоль солеи и т. д.) были исполнены итальянскими мастерами Й. Сеппи и братьями Баскарини.
Торжественное освящение главного престола Свято-Владимирского собора в присутствии обер-прокурора Святейшего синода Константина Победоносцева совершил 17 октября 1891 года архиепископ Таврический и Симферопольский Мартиниан (Муратовский). Окончательное оформление интерьера храма было завершено только в 1894 году.

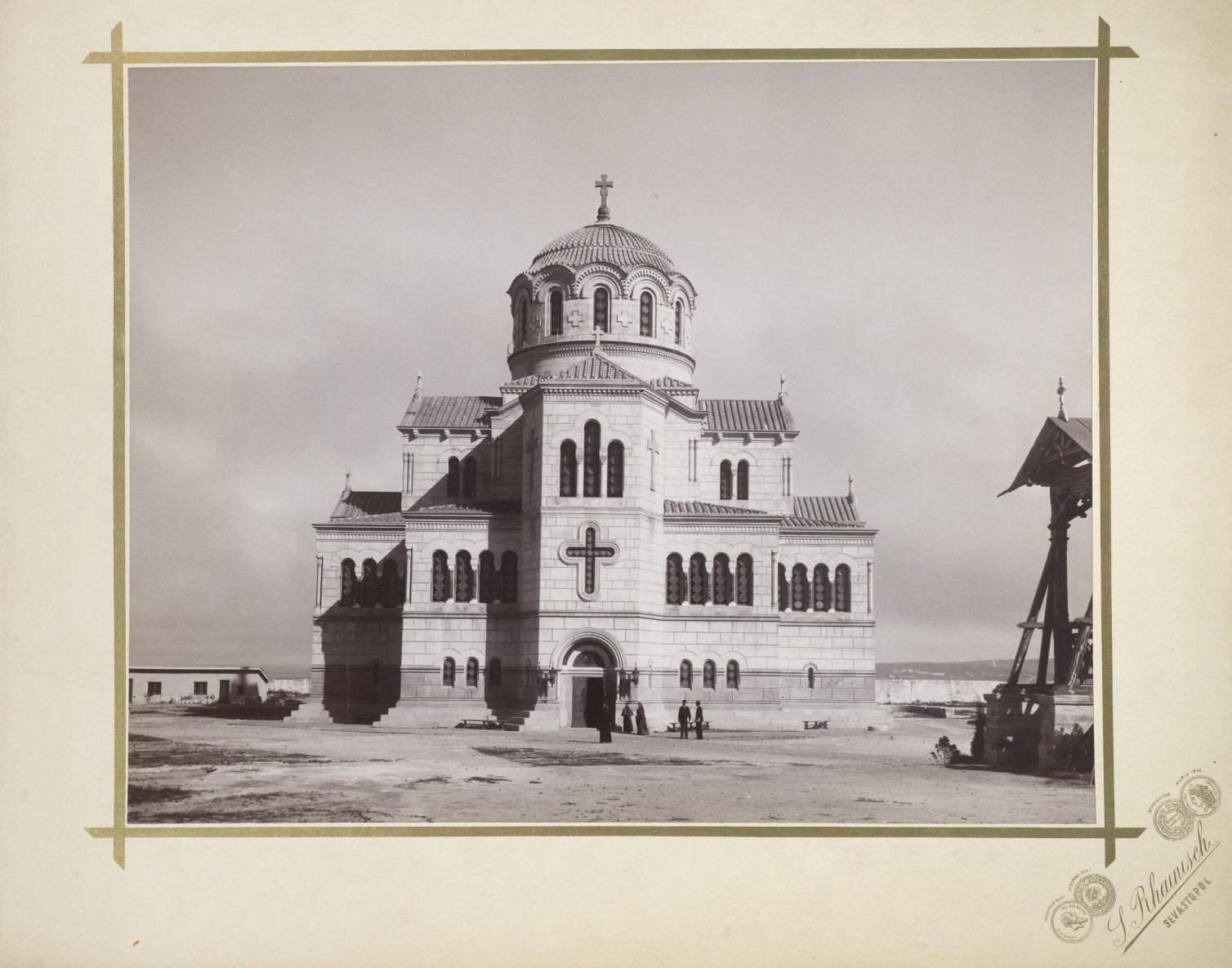
Собор Святого Владимира в Херсонесе. Конец XIX века

Южный придел собора был освящён 12 июля 1892 года во имя святого благоверного князя Александра Невского, северный — во имя апостола Андрея Первозванного.
В нижнем храме собора находился также боковой придел во имя святого Мартиниана. В этом приделе были погребены тела архиепископа Мартиниана (Муратовского), скончавшегося в 1898 году, и епископа Иннокентия (Солодчина), скончавшегося в 1909 году.
В 1859 году из Малой домовой церкви Зимнего дворца в Санкт-Петербурге в Херсонес было передано в мраморном ковчеге в виде Евангелия частица мощей святого равноапостольного князя Владимира. Эту святыню после сооружения Владимирского собора поместили в нижнем храме рядом с историческими руинами древней базилики. В алтаре верхнего храма находился список с чудотворной Корсунской иконы Божьей Матери, по преданиям, перенесённой князем Владимиром из Херсонеса. Всего в собор были переданы мощи 115 святых.
С 1921 года на территории монастыря располагалась часть Севастопольского концентрационного исправительно-трудового лагеря для «контрреволюционных элементов».
В 1924 году Херсонесский монастырь был закрыт, Свято-Владимирский собор передан музею.

## Воссоздание

Владимирский собор на реконструкции. Купол еще не позолочен. Видны строительные леса. Зима 2001—2002 гг.

Во время Великой Отечественной войны Свято-Владимирский собор дважды был поврежден. Во время осады города в купол собора попал крупнокалиберный снаряд. В период оккупации в черте собора немцы складировали те экспонаты музея, которые планировали вывезти с территории Херсонеса Таврического, однако осуществить запланированное захватчикам не удалось, так как 9 мая 1944 года Севастополь был освобождён. Тем не менее, перед отступлением немцы взорвали здание Свято-Владимирского собора, сохранилось лишь 2/3 строения.
Работы по его восстановлению начались в конце 1990-х годов, хотя активное развитие они получили только в 2000 году. Проект восстановления храма разрабатывался киевским институтом «Укрпроектреставрация» под руководством архитектора Евгения Осадчего, эскизы религиозной живописи внутреннего убранства собора выполнены художниками Санкт-Петербургской Академии художеств, А. И. Петровой, А. С. Пигарёвым в 2001 году.
С 2002 года в Свято-Владимирском соборе была воссоздана роспись художниками из Киева, Санкт-Петербурга и Крыма, которые восстановили утраченную живопись академиков А. И. Корзухина, Т. А. Неффа, монументальные композиции: в куполе «Святой Дух» (авторы — Л. Стебловская, Е. Ревенко), «Крещение Господне» (исполнитель А. Дмитренко по эскизу К. Поповского, фотоматериалам РГИА, ф.812), «Преображение Господне» (исполнители Н. и Л. Дмитренко по эскизу А. С. Пигарёва, фотоматериалам РГИА, ф.812), и центральная композиция в алтаре храма «Тайная Вечеря» (в соавторстве [А. Пигарёв, А. Петрова, К. Поповский). Иконы для мраморного иконостаса Верхнего храма были написаны художниками А. и Н. Дмитренко по эскизам А. Пигарёва и А. Петровой, фотоматериалам РГИА, ф.812.
Освящение главного алтаря воссозданного собора состоялось 3 апреля 2004 года, а уже через неделю в нём совершили Пасхальное богослужение.

## В художественной литературе
- Последняя сцена романа В. Аксенова «Остров Крым» (1979).

Фотографии 1880 года
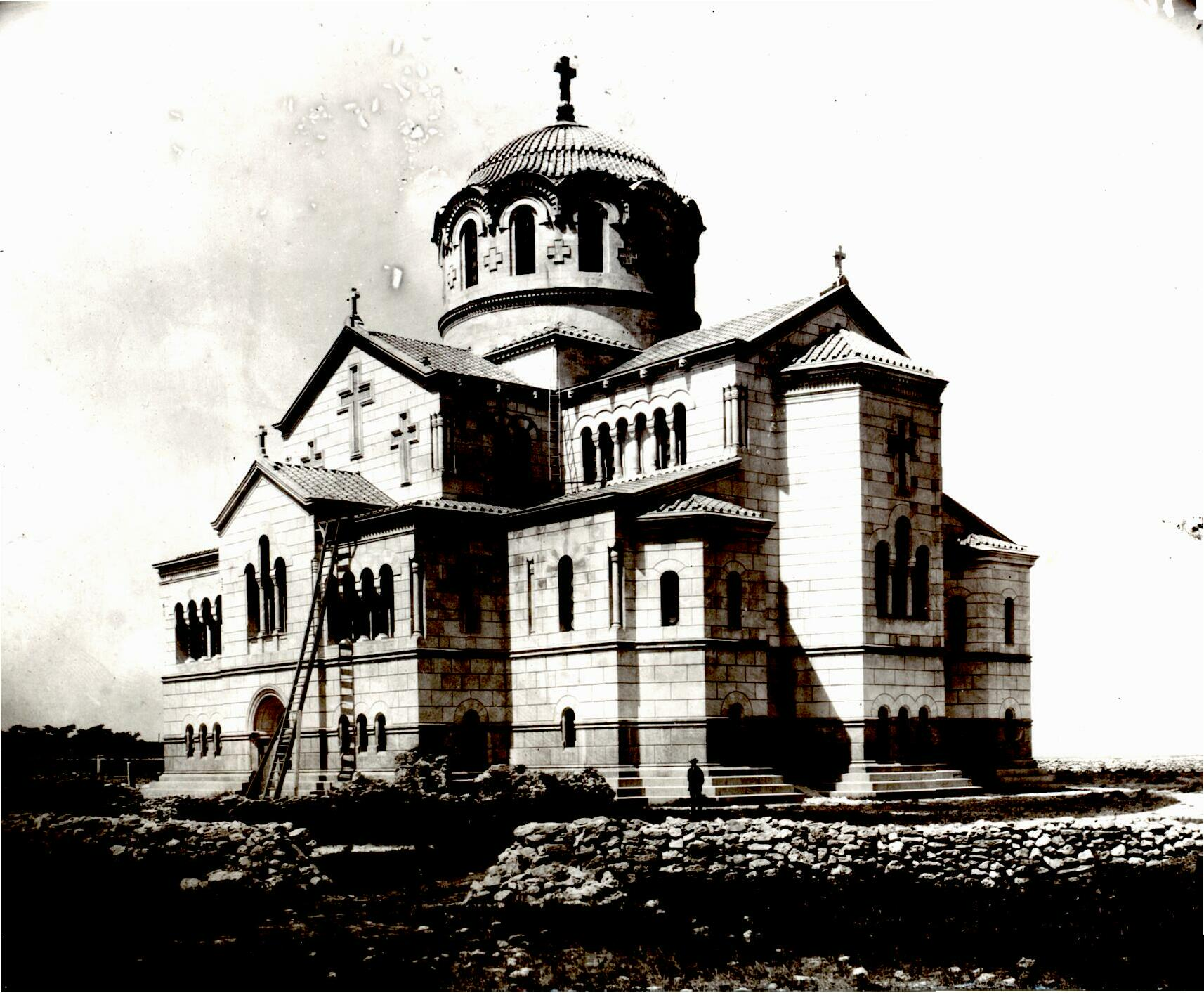
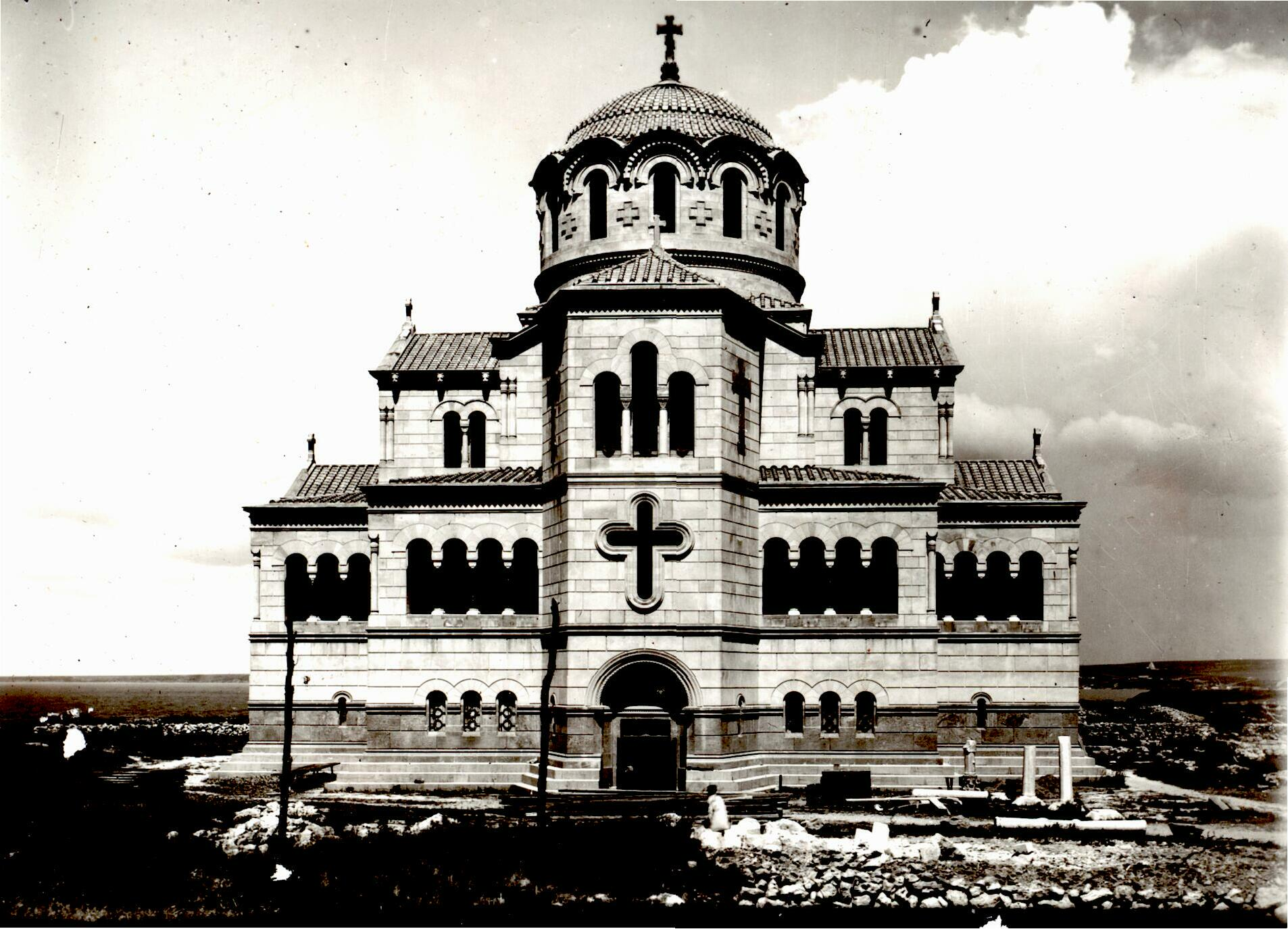
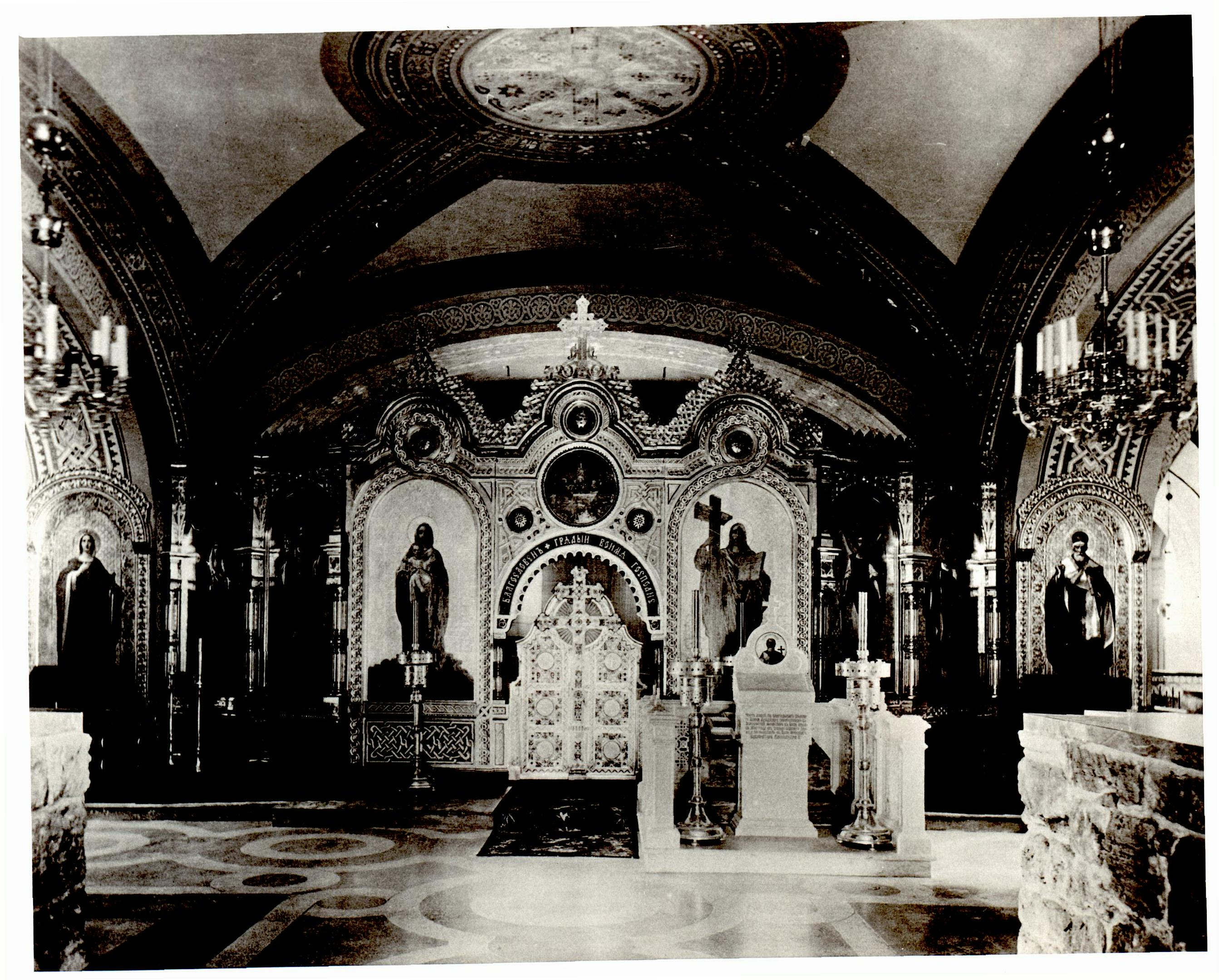
Нижний храм
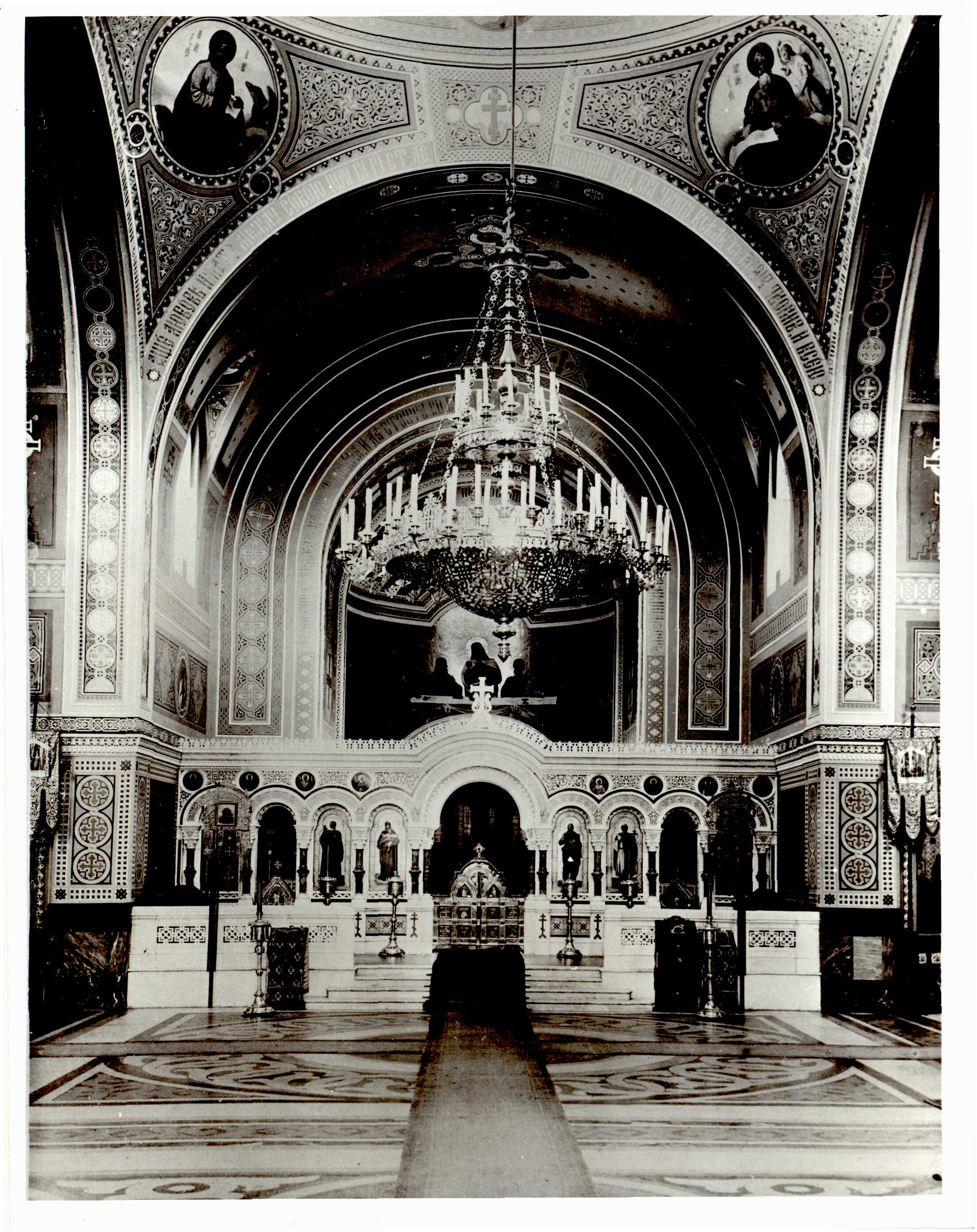
Верхний храм

Современные фотографии
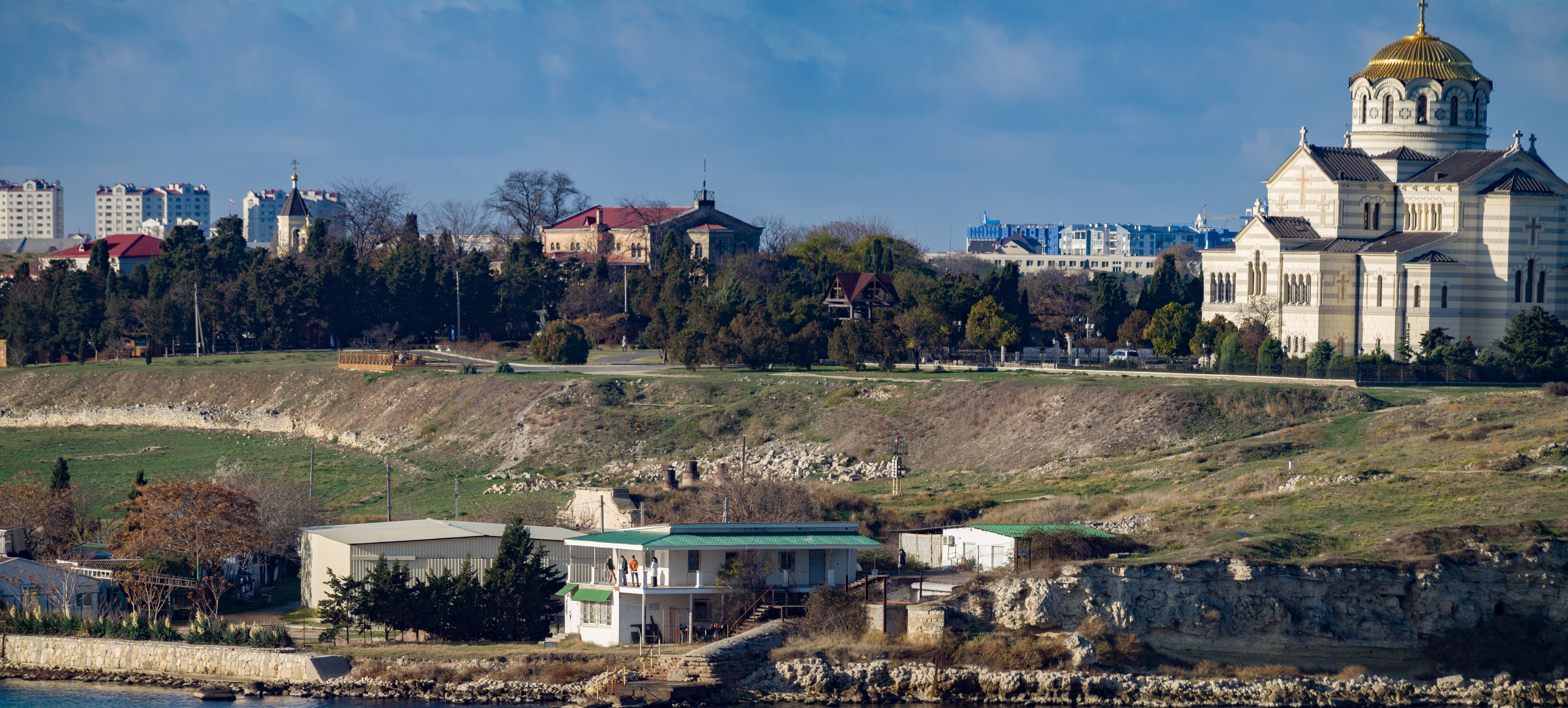
Херсонес. Владимирский собор, 23 ноября 2021, вид через Карантинную бухту
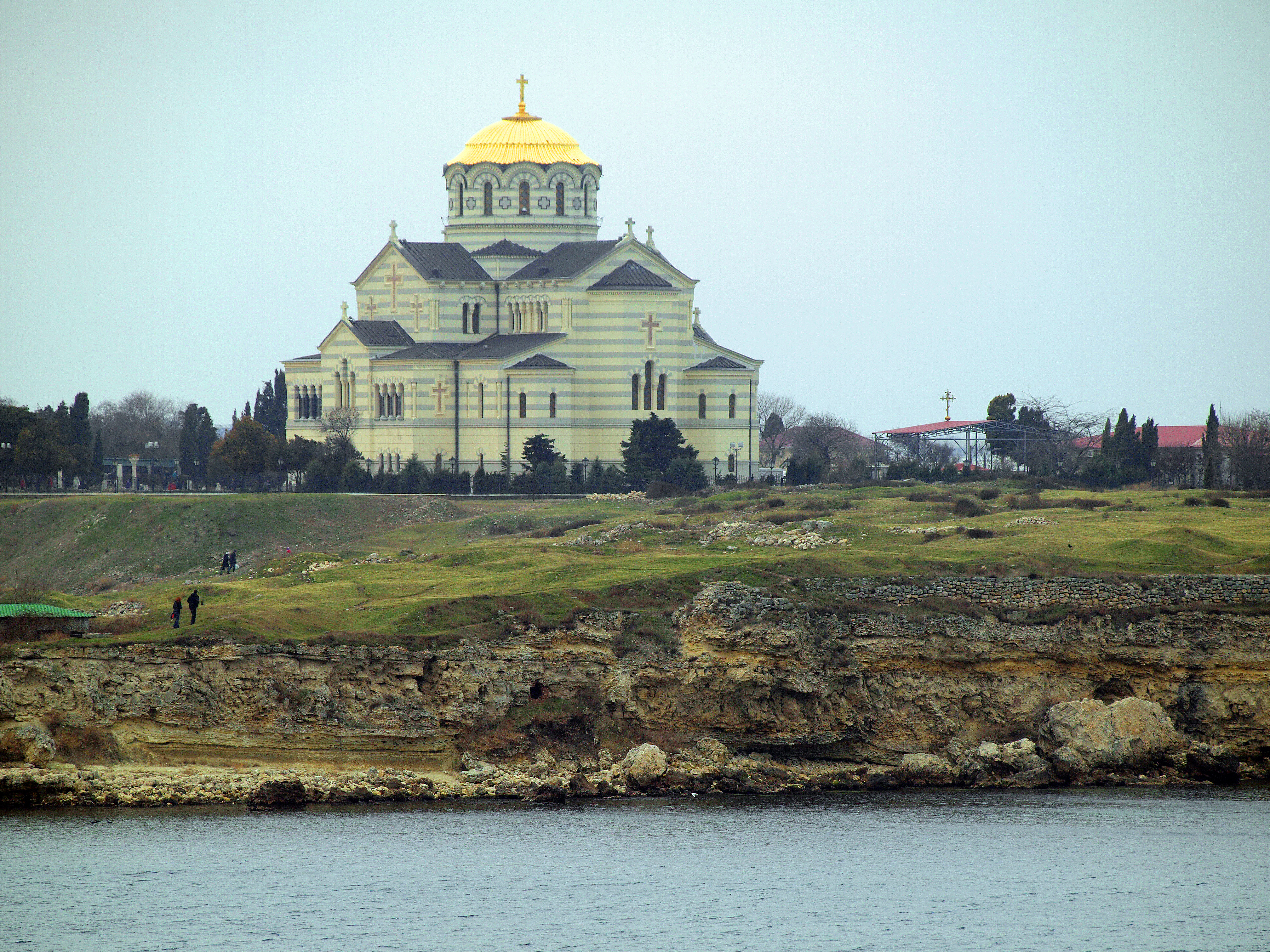
Херсонес. Владимирский собор
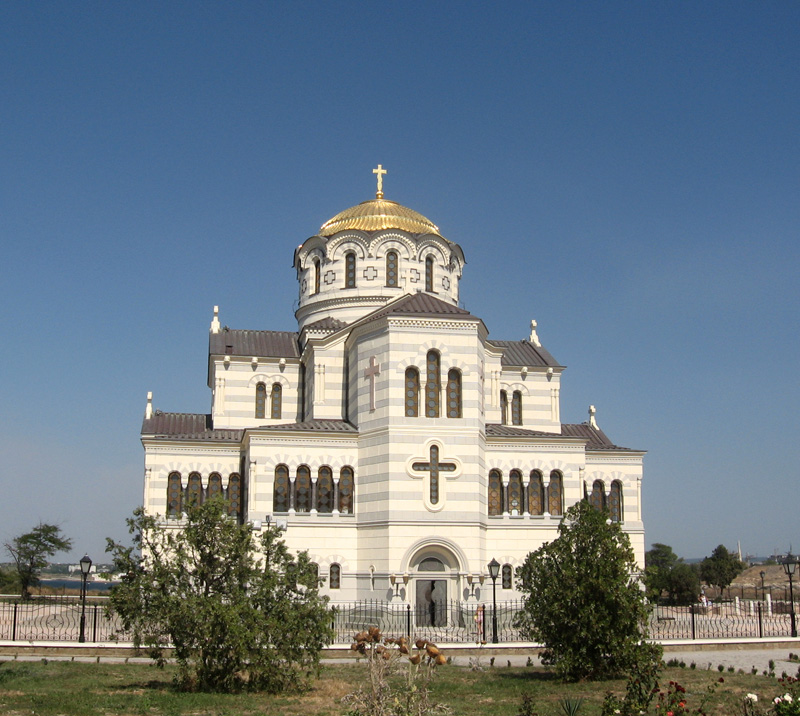
Херсонес. Владимирский собор
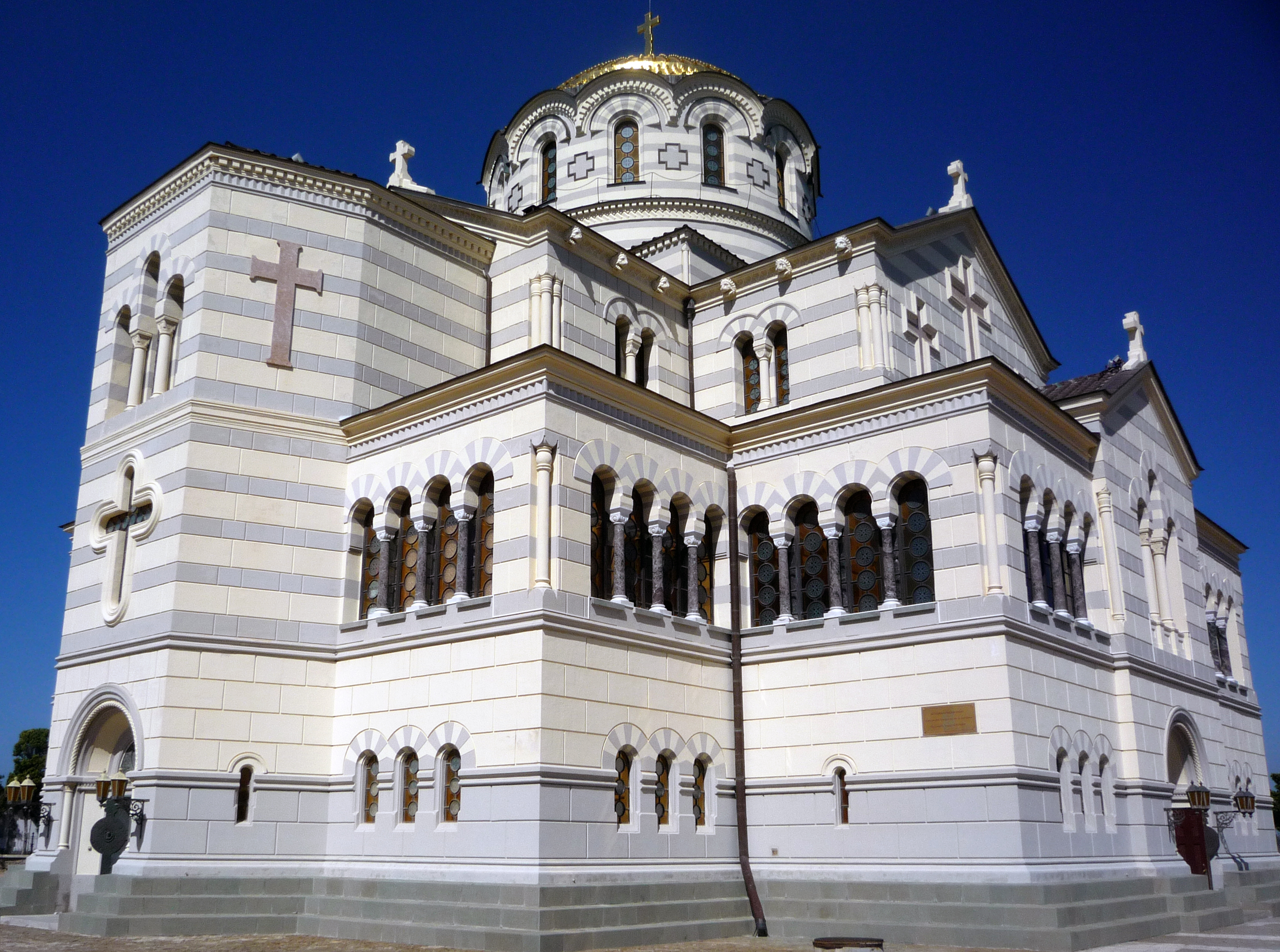
Херсонес. Владимирский собор
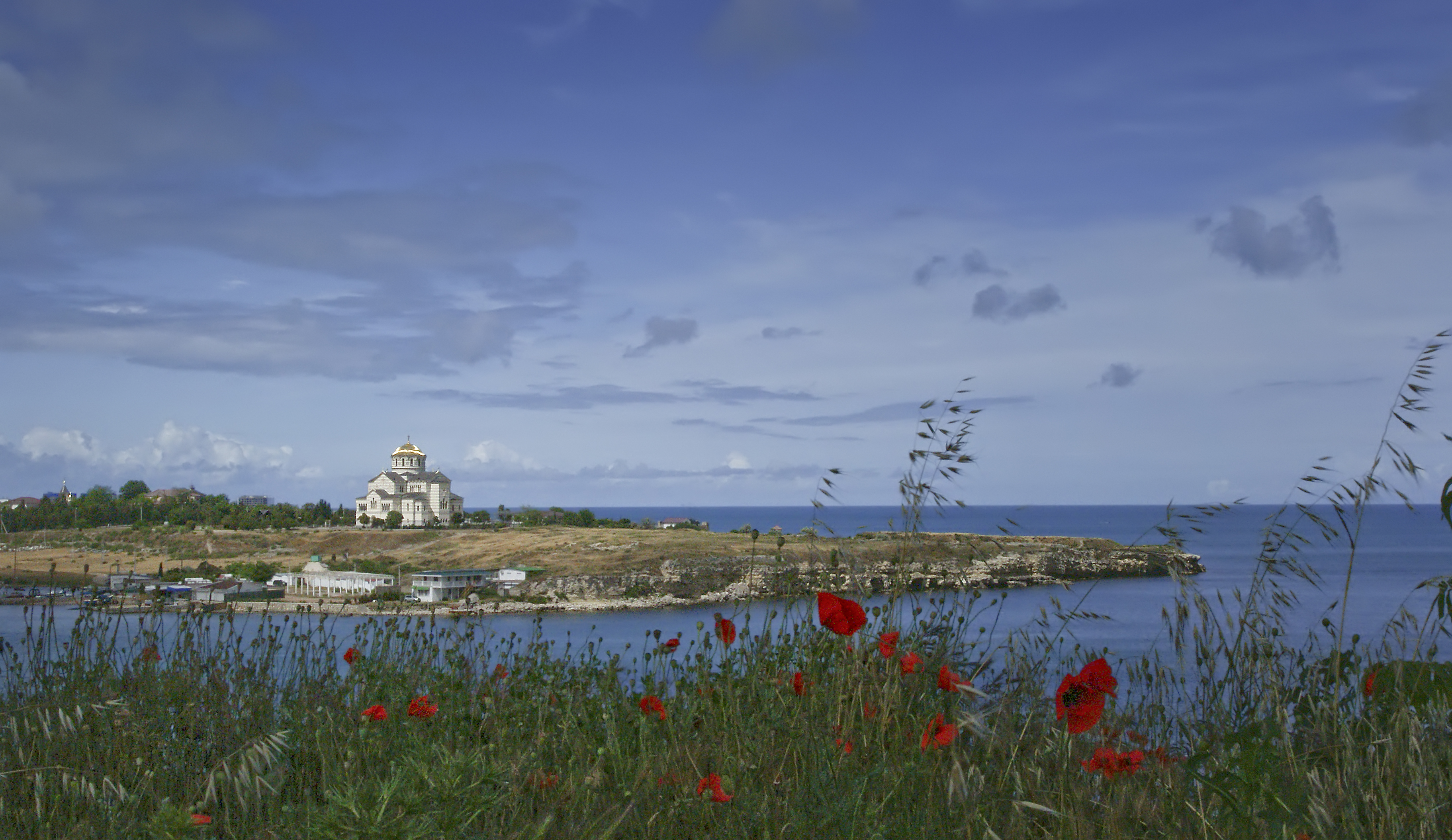
Херсонес. Владимирский собор
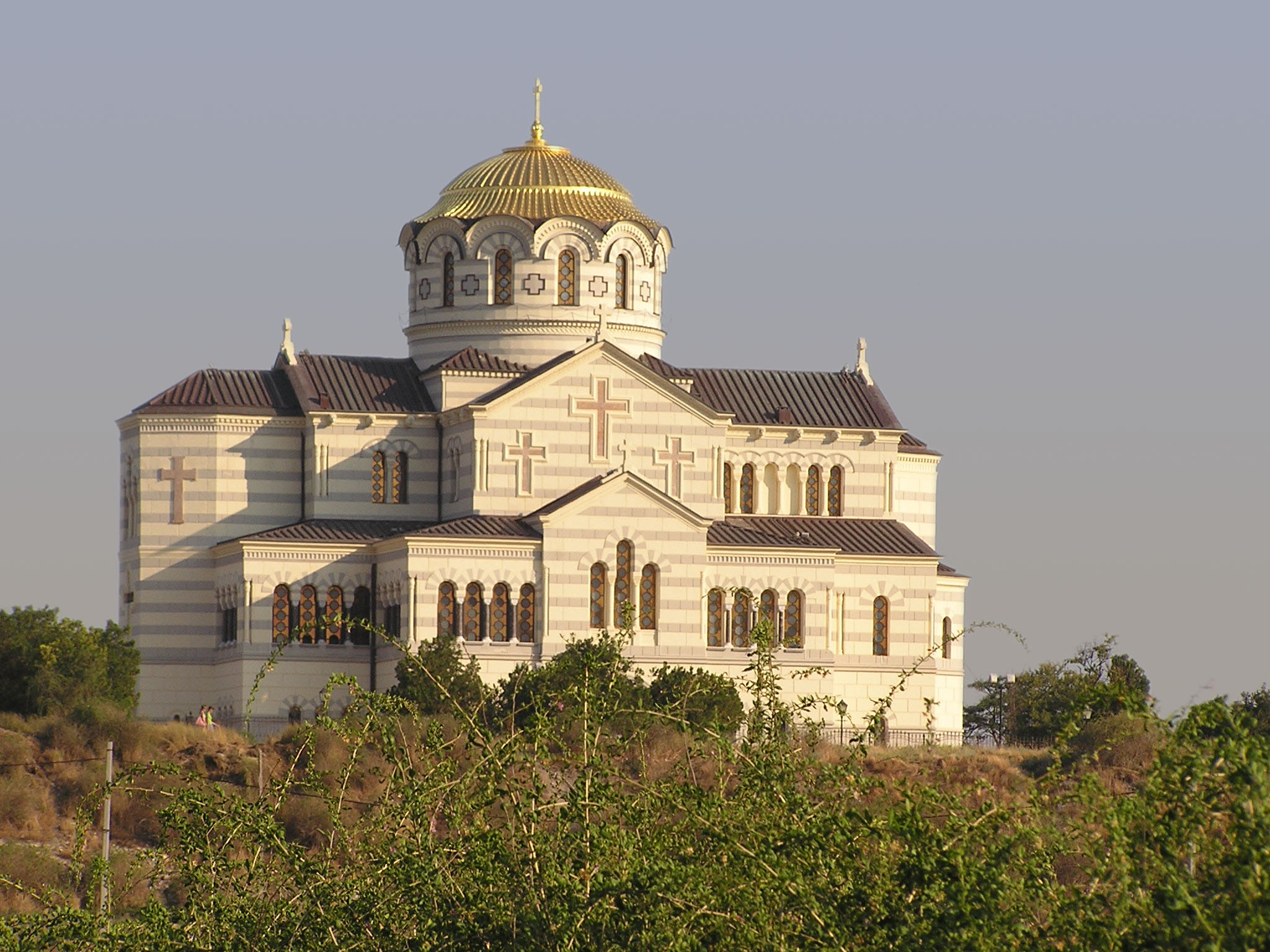
Херсонес. Владимирский собор
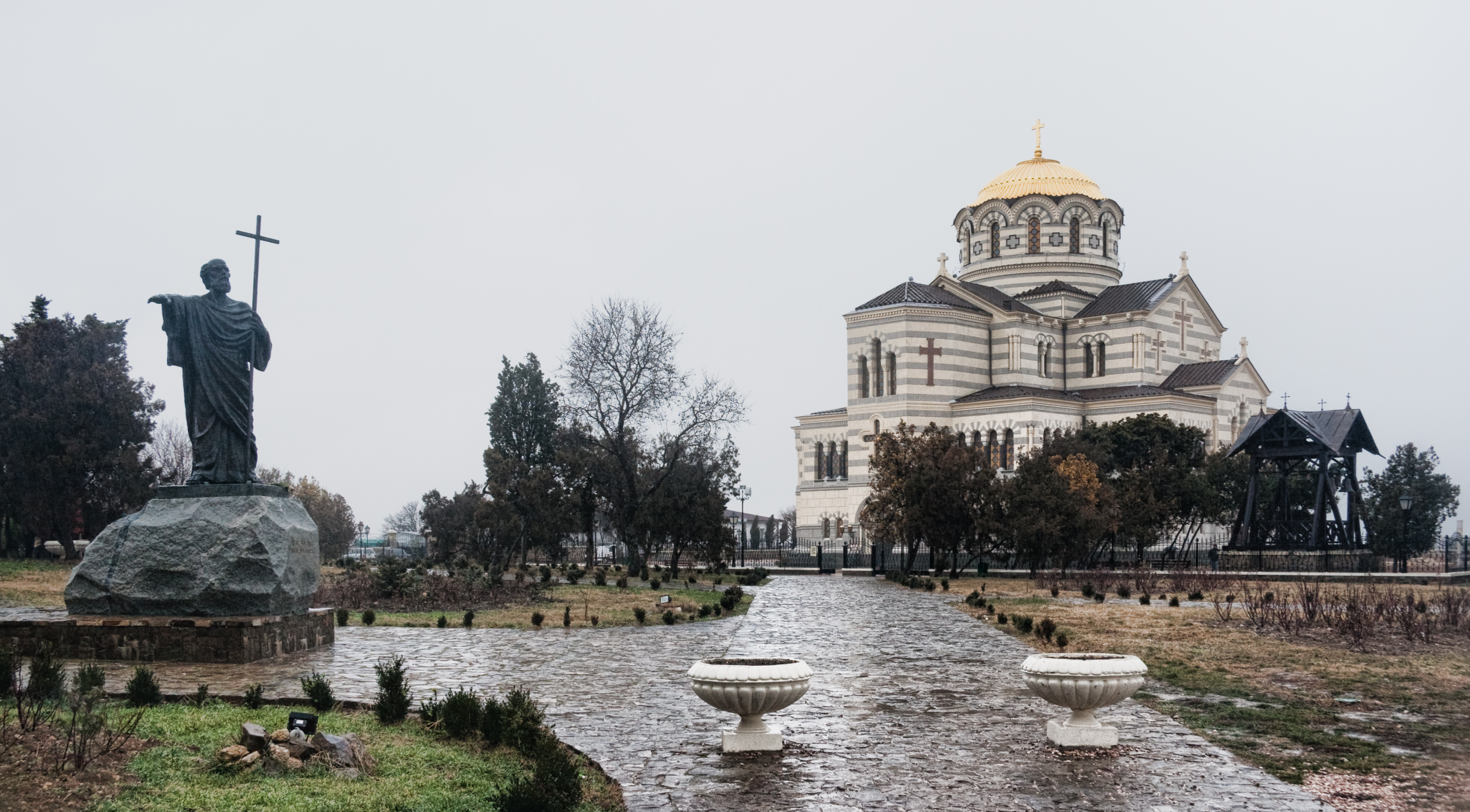
Херсонес. Владимирский собор
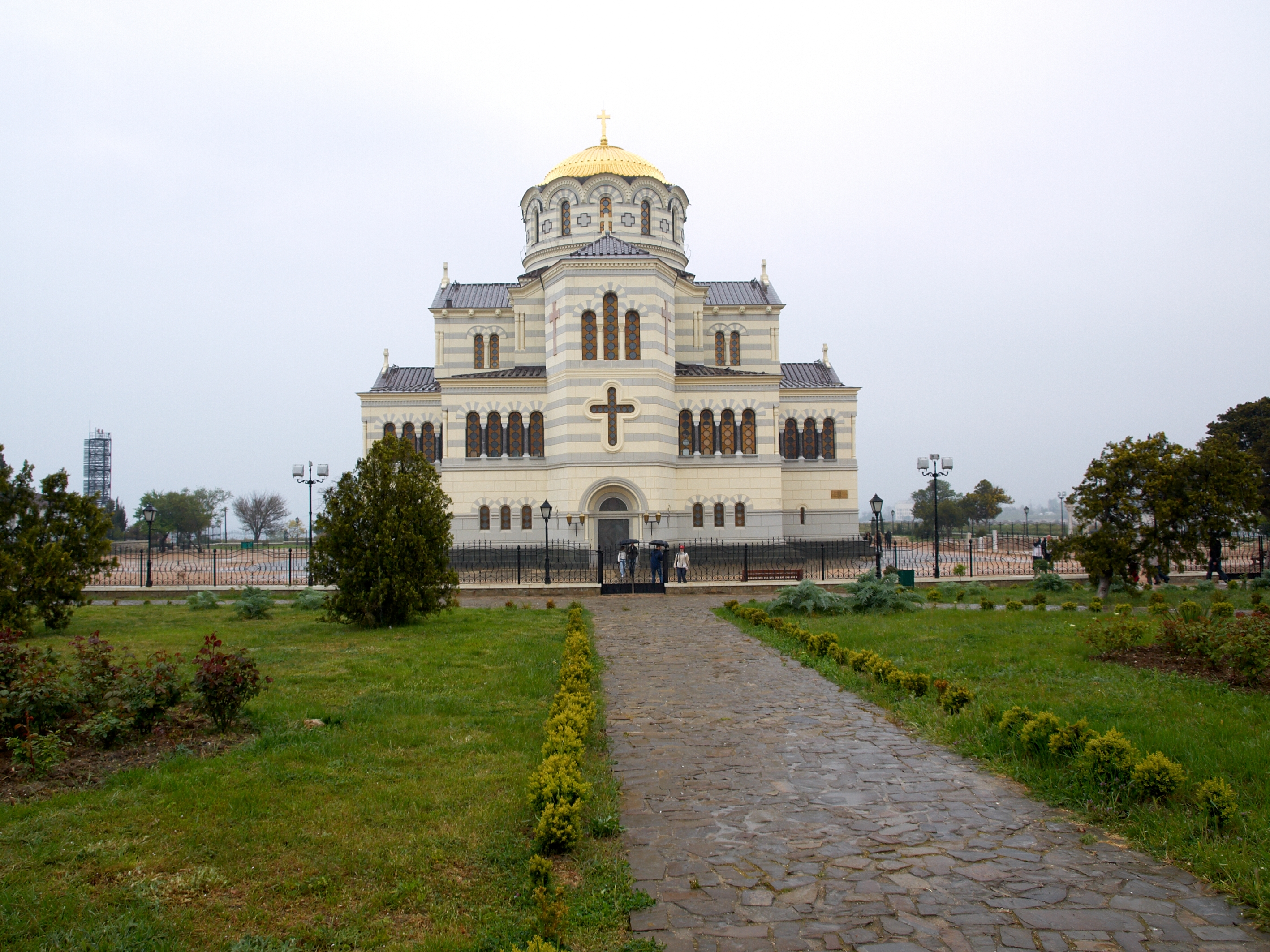
Херсонес. Владимирский собор
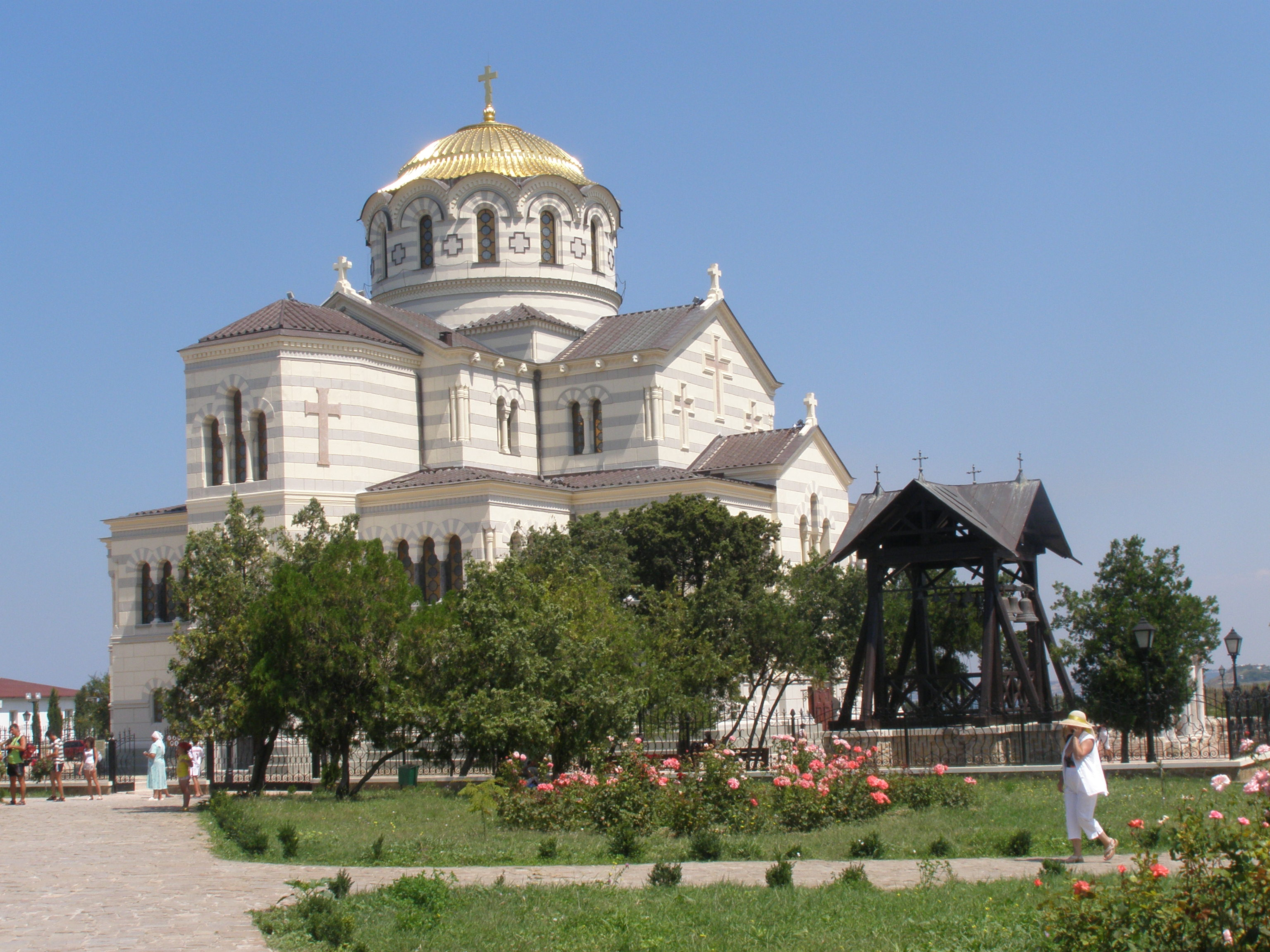
Херсонес. Владимирский собор